# Bernard Roche
Bernard Roche (Marsella, 2 de noviembre de 1974) es un deportista francés que compitió en remo. Ganó dos medallas en el Campeonato Mundial de Remo, en los años 1997 y 2000.

## Palmarés internacional
| Campeonato Mundial | Campeonato Mundial     | Campeonato Mundial | Campeonato Mundial |
| Año                | Lugar                  | Medalla            | Prueba             |
| ------------------ | ---------------------- | ------------------ | ------------------ |
| 1997               | Aiguebelette (Francia) | Medalla de oro     | Cuatro con timonel |
| 2000               | Zagreb (Croacia)       | Medalla de bronce  | Dos con timonel    |